# Partito Socialdemocratico del Kirghizistan
Il Partito Socialdemocratico del Kirghizistan (in kirghiso Кыргызстан социал-демократиялык партиясы - КСДП?, Kırgızstan sotsial-demokratiyalık partiyası - KSDP; in russo Социал-демократическая партия Кыргызстана - СДПК?, Social-demokratičeskaja patrija Kyrgyzstana - SDPK) è un partito politico kirghiso di orientamento socialdemocratico fondato nel 1993.

## Risultati

### Elezioni presidenziali
| Elezione           | Candidato           | Voti      | %     | Esito      |
| ------------------ | ------------------- | --------- | ----- | ---------- |
| Presidenziali 2009 | Almazbek Atambaev   | 195 973   | 8,41  | Non eletto |
| Presidenziali 2011 | Almazbek Atambaev   | 1 173 113 | 63,24 | Eletto     |
| Presidenziali 2017 | Sooronbay Jeenbekov | 920 620   | 54,67 | Eletto     |

### Elezioni parlamentari
| Elezione          | Voti    | %     | Seggi    |
| ----------------- | ------- | ----- | -------- |
| Parlamentari 2005 | N.D.    | N.D.  | 1 / 69   |
| Parlamentari 2007 | 55 651  | 5,1   | 11 / 90  |
| Parlamentari 2010 | 237 634 | 14,2  | 26 / 100 |
| Parlamentari 2015 | 435 968 | 27,35 | 38 / 120 |